# Абу Саїд (Кара-Коюнлу)
Абу Саїд (*д/н — бл. 1432) — бей Кара-Коюнлу в 1430—1432 роках.

## Життєпис
Походив з роду Кара-Коюнлу. Син бея Кара Юсуфа. Після смерті останнього у 1420 році розпочав боротьбу за владу з братами Кара Іскандером і Іспендом, проте зазнав поразки й вимушений був тікати до Шахрух Мірзи, правителя Хорасану. У 1429 році разом з останнім рушив проти Кара Іскандера. У 1430 році закріпився на троні в Тебрізі, визнавши зверхність Шахрух Мірзи. Втім, після повернення Шахруха до Герату, проти Абу Саїда виступив Кара Іскандер. Боротьба тривала до 1432 року, коли Абу Саїд зазнав поразки й невдовзі загинув або був страчений.